# Franz Karl von Becke
Franz Karl rytíř von Becke, též Franz Karl Becke nebo Franz von Becke (31. října 1818 Kolinec – 15. ledna 1870 Vídeň), byl rakouský a rakousko-uherský, respektive předlitavský diplomat a politik, v roce 1867 ministr financí Rakouského císařství a Předlitavska a ministr obchodu Rakouského císařství a Předlitavska, následně v letech 1867–1870 ministr financí Rakousko-Uherska.

## Biografie
Vystudoval práva a působil v diplomatických službách. V letech 1846–1850 byl rakouským konzulem v osmanském Galați, pak v letech 1853–1856 v Istanbulu. V letech 1856–1861 zastupoval Rakousko v Dunajské komisi v Galați. Roku 1861 nastoupil na post viceprezidenta plavebního úřadu v Terstu. V roce 1865 se stal sekčním šéfem na ministerstvu financí.
Za vlády Richarda Belcrediho se stal ministrem financí Rakouského císařství. Ve funkci setrval i za následující vlády Ferdinanda von Beusta, která již působila v době implementace rakousko-uherského vyrovnání, takže byl ministrem financí Předlitavska. Funkci zastával od 21. ledna 1867 do 23. prosince 1867. Kromě toho dodatečně jako správce rezortu převzal 18. dubna 1867 i vedení ministerstva obchodu Rakouského císařství, respektive nově ministerstva obchodu Předlitavska. I na tomto postu setrval do 23. prosince 1867.
Následně od 24. prosince 1867 až do své smrti 15. ledna 1870 zastával post společného ministra financí Rakouska-Uherska.